# Mastermind (Quiz)
Mastermind ist das traditionsreichste britische Fernsehquiz und läuft zurzeit freitagabends auf BBC Two. Es hat nichts zu tun mit dem logischen Steckspiel gleichen Namens. Die Sendung wird seit 1972 mit kleineren Unterbrechungen von verschiedenen Sendern ausgestrahlt, nur die Quiz-Radiosendung Brain of Britain ist noch länger im Programm. Der derzeitige Moderator ist Clive Myrie (* 1964).
Die halbstündige Sendung besteht aus der Kombination einer zweiminütigen Runde mit Fragen zu einem Spezialthema, das von den Kandidaten selbst gewählt wird, und einer zweieinhalbminütigen Allgemeinbildungsrunde – vier Kandidaten pro Sendung spielen somit nur je viereinhalb Minuten pro Person. Der zufällig ausgewählte erste Kandidat setzt sich auf einen Sessel gegenüber vom Gastgeber, stellt sich mit Namen und Beruf vor und nennt sein Spezialthema, dann werden ihm hintereinander Fragen gestellt, bis die Zeit um ist. Weiß er eine Frage nicht, kann er entweder „pass“ sagen, worauf direkt die nächste Frage kommt, oder raten, was den Nachteil hat, dass bei falscher Antwort erst noch zeitraubend die richtige Antwort vorgelesen wird. Richtige Antworten ergeben einen Punkt, falsche führen nicht zu Punktabzug, sondern kosten nur Zeit.
Nachdem alle Kandidaten ihre erste Runde gespielt haben, fängt der letztplatzierte mit der Allgemeinbildungsrunde an; die Punkte aus beiden Runden werden addiert, wer am Schluss am meisten hat, gewinnt. Die Kandidaten spielen nie wie beim sonst ähnlichen Der große Preis direkt gegeneinander, es gibt auch keine Risikofragen oder Joker.
Die besten Kandidaten qualifizieren sich für ein Halbfinale bzw. Jahresfinale, für neue Sendungen nimmt man üblicherweise auch andere Spezialgebiete.
Bekannte Sieger dieser Jahresfinals sind u. a. 1983 Chris Hughes (Thema Britische Dampflokomotiven bis 1963), 1995 der mehrfache Quiz-Welt- und Europameister Kevin Ashman, der mit seinem Thema Martin Luther King den bis heute gültigen Rekord (Gesamtpunktzahl) von 41 aufgestellt hat, und 2005 der Ire Pat Gibson (erstes Thema Quentin Tarantino), Quizweltmeister von 2007 und Millionengewinner bei Who Wants to Be a Millionaire?, die heute alle drei Profis bei der Sendung Eggheads sind. Daran, dass alle drei auch die Jahresfinals bei Brain of Britain gewinnen konnten, kann man eine Korrelation erkennen.
Im Laufe der Jahre sind die verschiedensten Spin-offs entstanden und teilweise wieder eingestampft worden, v. a. für Celebrities, aber auch für Kinder oder auf Walisisch.